# Mittelfranken

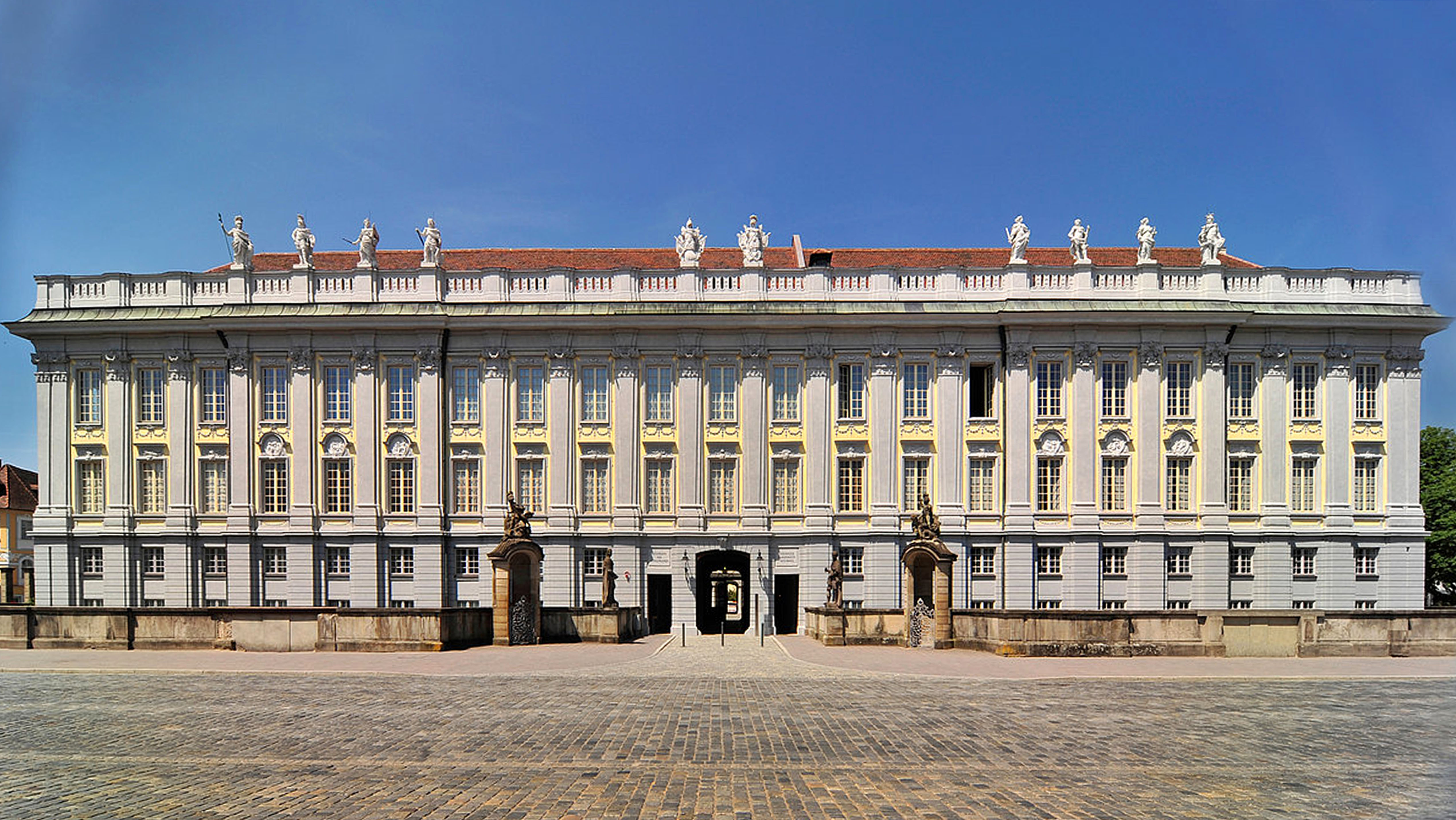
Die Residenz Ansbach, Sitz der Regierung von Mittelfranken

Mittelfranken ist sowohl ein Bezirk als auch ein Regierungsbezirk von Bayern. Mittelfranken grenzt im Westen an Baden-Württemberg, ansonsten an die bayerischen Regierungsbezirke Schwaben im Süden und Oberbayern im Südosten, im Osten an die Oberpfalz, sowie im Norden an Unterfranken und im Nordosten an Oberfranken.
Verwaltungssitz des Bezirks und gleichzeitig Sitz der Bezirksregierung ist Ansbach. Die mit Abstand größte Stadt ist jedoch Nürnberg.
Im Zuge der von Graf Montgelas 1808 verfassten Konstitution des Königreichs Bayern wurde dieses in Kreise eingeteilt, die nach französischem Vorbild nach Flüssen benannt wurden, so auch der Rezatkreis. Dieser wurde mehrfach vergrößert und 1838 in Mittelfranken umbenannt.

## Gliederung
Der Regierungsbezirk Mittelfranken umfasst fünf kreisfreie Städte und sieben Landkreise:

### Kreisfreie Städte

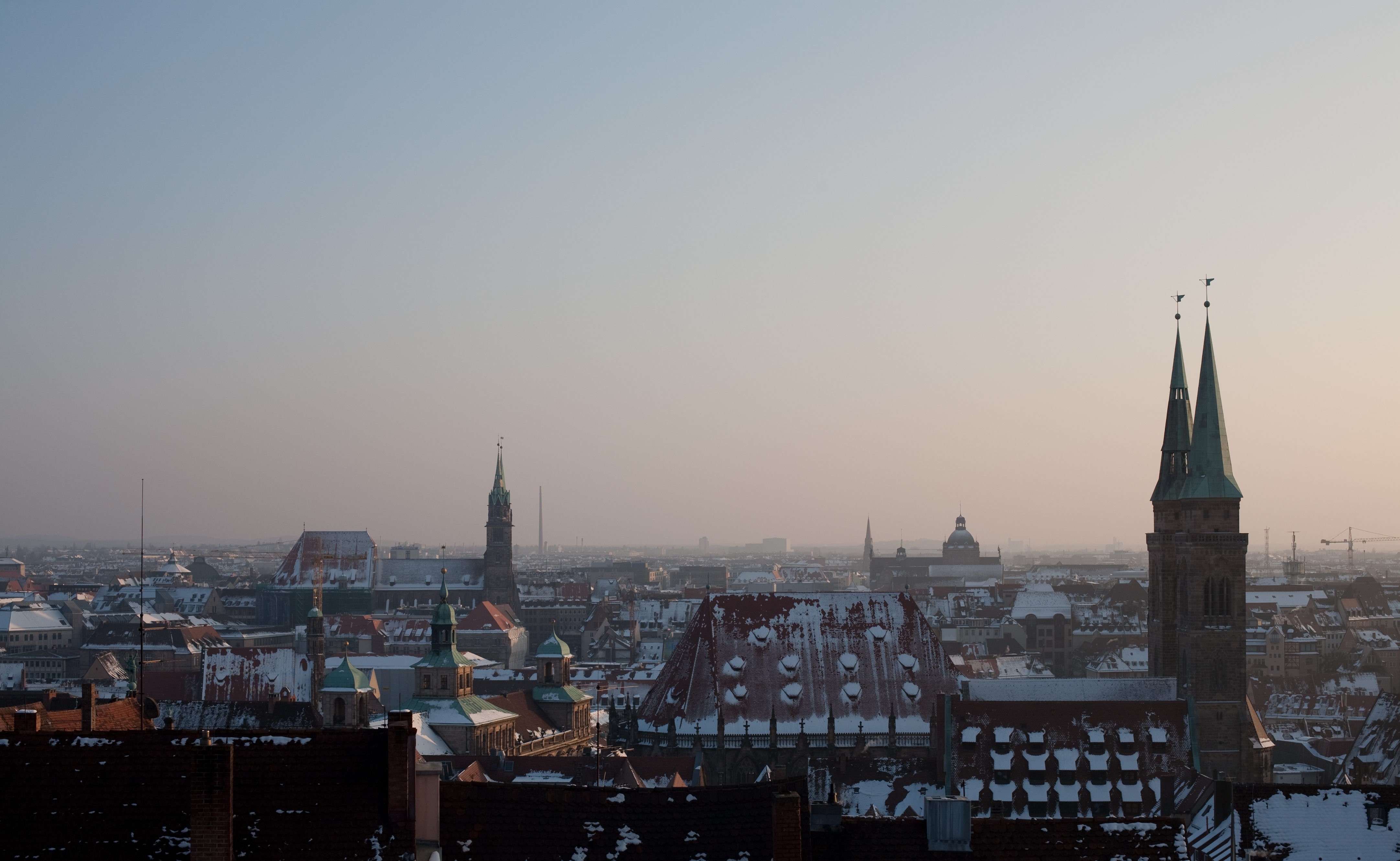
Nürnberger Altstadt

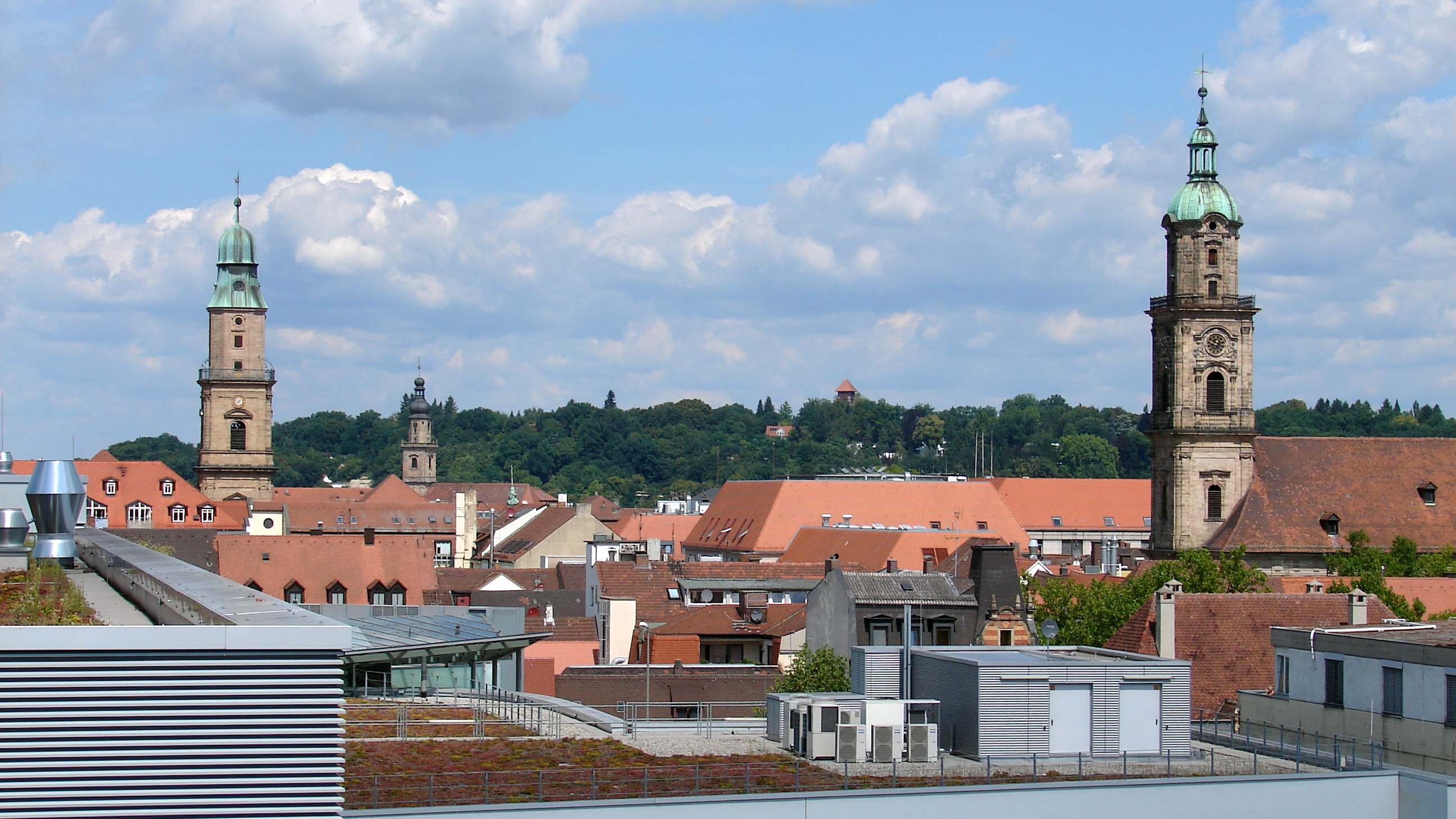
Erlanger Innenstadt

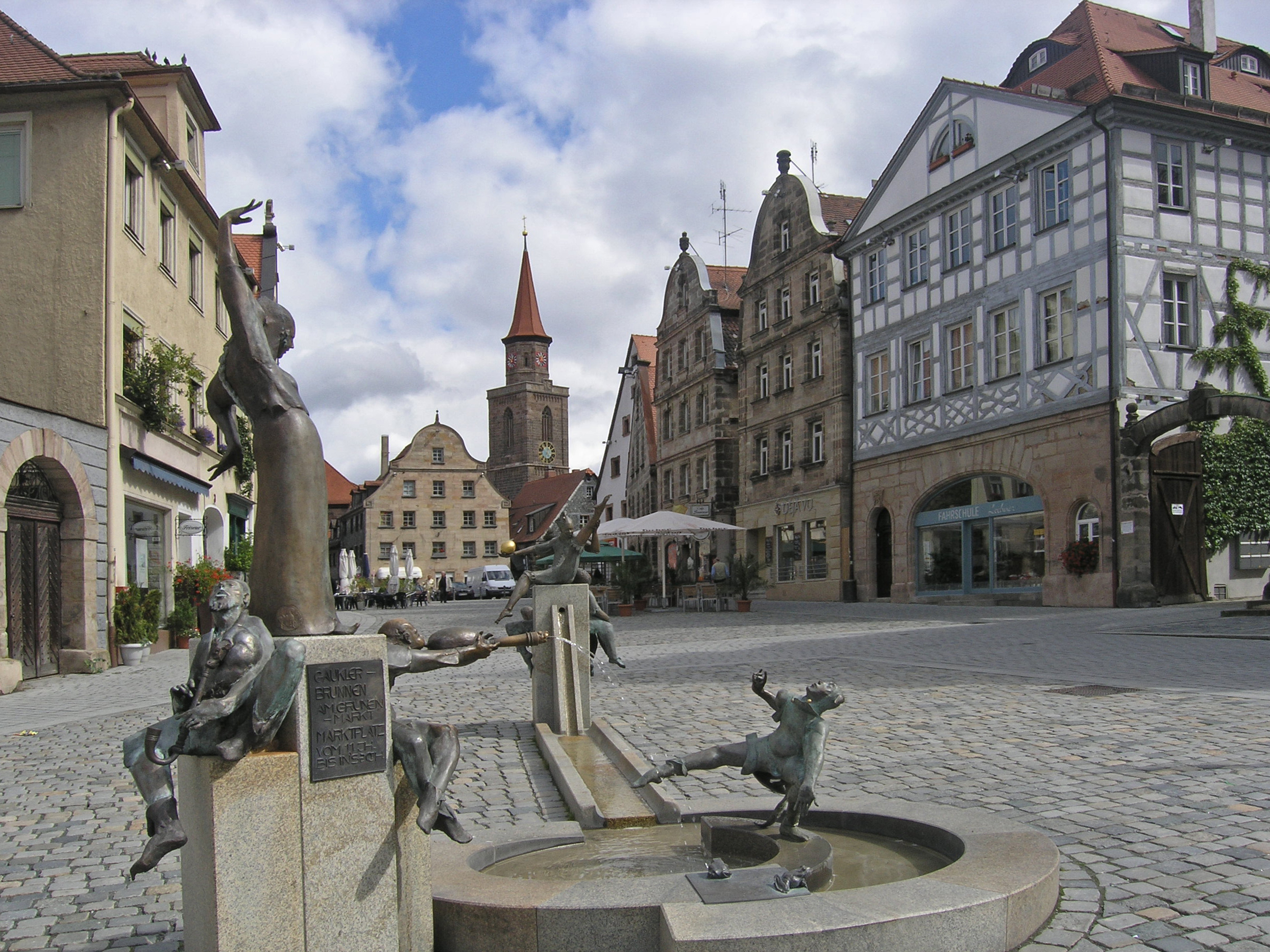
Fürther Marktplatz

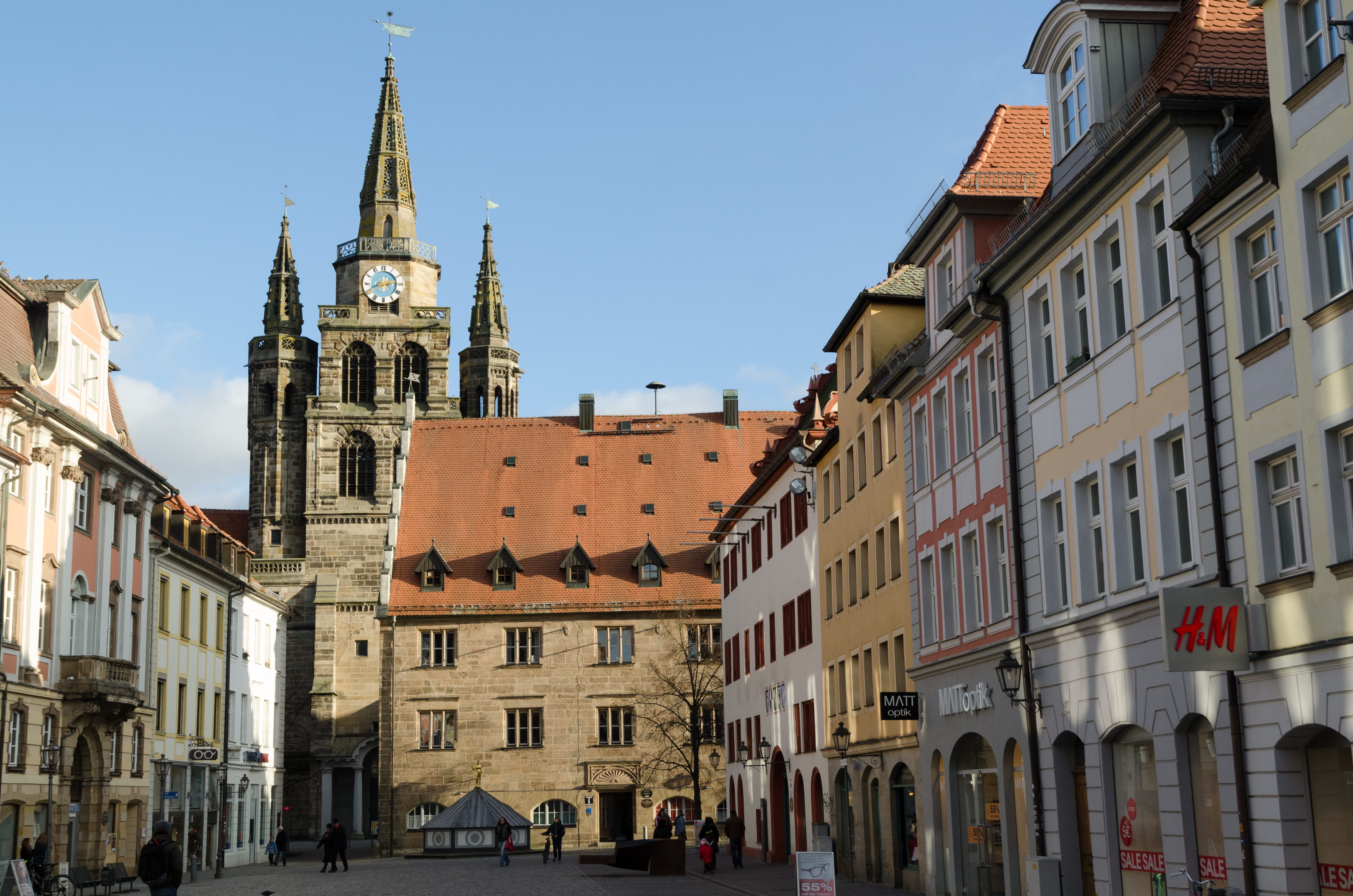
Ansbacher Altstadt

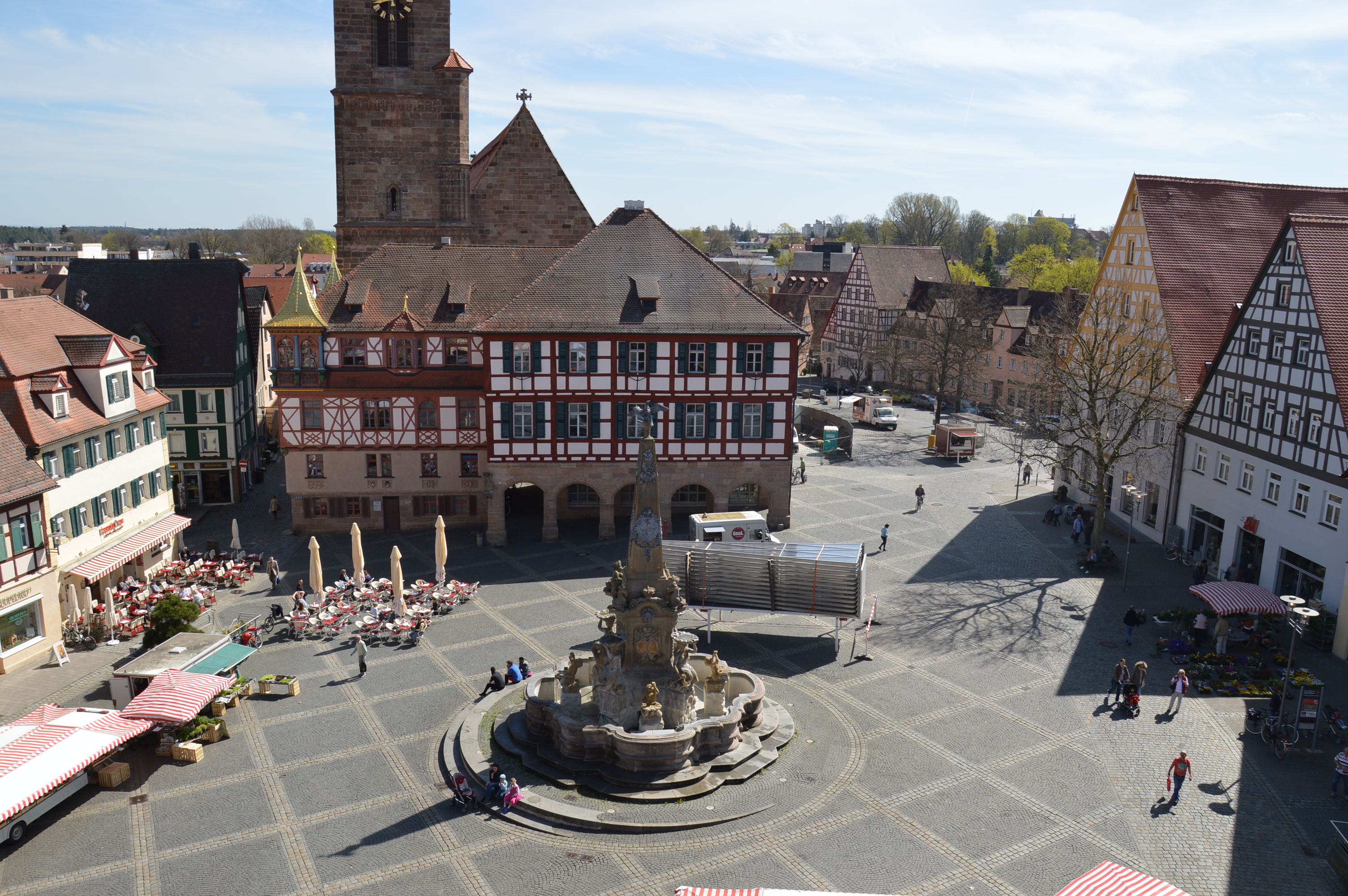
Schwabacher Marktplatz

- Ansbach
- Erlangen
- Fürth
- Nürnberg
- Schwabach

### Landkreise
- Landkreis Ansbach
- Landkreis Erlangen-Höchstadt
- Landkreis Fürth
- Landkreis Neustadt an der Aisch-Bad Windsheim
- Landkreis Nürnberger Land
- Landkreis Roth
- Landkreis Weißenburg-Gunzenhausen

In der Übergangszeit vom 1. Juli 1972 bis zum 30. April 1973 hatten einige Landkreise andere Namen:
- Der Landkreis Erlangen-Höchstadt hieß Landkreis Erlangen.
- Der Landkreis Neustadt an der Aisch-Bad Windsheim hieß Landkreis Neustadt an der Aisch.
- Der Landkreis Nürnberger Land hieß Landkreis Lauf an der Pegnitz.
- Der Landkreis Roth hieß Landkreis Roth bei Nürnberg.
- Der Landkreis Weißenburg-Gunzenhausen hieß Landkreis Weißenburg in Bayern.

### Vor der Kreisreform
Vor der Kreisgebietsreform am 1. Juli 1972 hatte der Regierungsbezirk acht kreisfreie Städte und 17 Landkreise:

#### Kreisfreie Städte
- Ansbach
- Eichstätt (heute Regierungsbezirk Oberbayern)
- Erlangen
- Fürth
- Nürnberg
- Rothenburg ob der Tauber
- Schwabach
- Weißenburg in Bayern

#### Landkreise
- Landkreis Ansbach
- Landkreis Dinkelsbühl
- Landkreis Eichstätt (heute Regierungsbezirk Oberbayern)
- Landkreis Erlangen
- Landkreis Feuchtwangen
- Landkreis Fürth
- Landkreis Gunzenhausen
- Landkreis Hersbruck
- Landkreis Hilpoltstein
- Landkreis Lauf an der Pegnitz
- Landkreis Neustadt an der Aisch
- Landkreis Nürnberg
- Landkreis Rothenburg ob der Tauber
- Landkreis Scheinfeld
- Landkreis Schwabach
- Landkreis Uffenheim
- Landkreis Weißenburg in Bayern

Bis nach dem Zweiten Weltkrieg wurden die Regierungsbezirke Mittelfranken und Oberfranken gemeinsam verwaltet.

## Geographie

### Größere Städte (ohne kreisfreie Städte)
- Altdorf bei Nürnberg
- Dinkelsbühl
- Feuchtwangen
- Gunzenhausen
- Hersbruck
- Herzogenaurach
- Hilpoltstein
- Lauf an der Pegnitz
- Höchstadt an der Aisch
- Neustadt an der Aisch
- Oberasbach
- Röthenbach an der Pegnitz
- Roth
- Rothenburg ob der Tauber
- Stein bei Nürnberg
- Weißenburg in Bayern
- Zirndorf

### Gewässer
In Mittelfranken gibt es zahlreiche Gewässer, die vielfältig genutzt werden und vor allem für Teichwirtschaft und Tourismus von großer Bedeutung sind.
Der Aischgründer Karpfen ist seit dem 27. November 2012 europaweit geschützt.

#### Flüsse

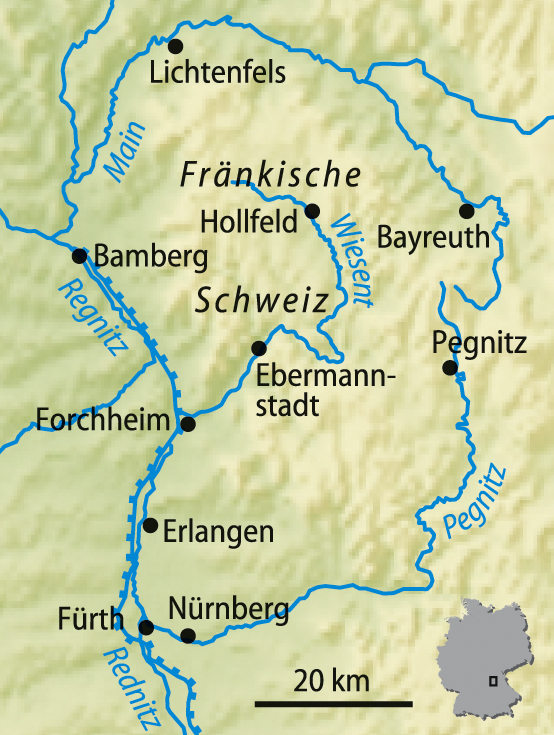
Flüsse in der Fränkischen Schweiz

- Aisch
- Altmühl
- Mittlere Aurach
- Bibert
- Fränkische Rezat
- Pegnitz
- Rednitz
- Schwarzach
- Regnitz
- Schwabach (Rednitz)
- Schwabach (Regnitz)
- Tauber
- Wörnitz
- Zenn
- Schwäbische Rezat

#### Seen

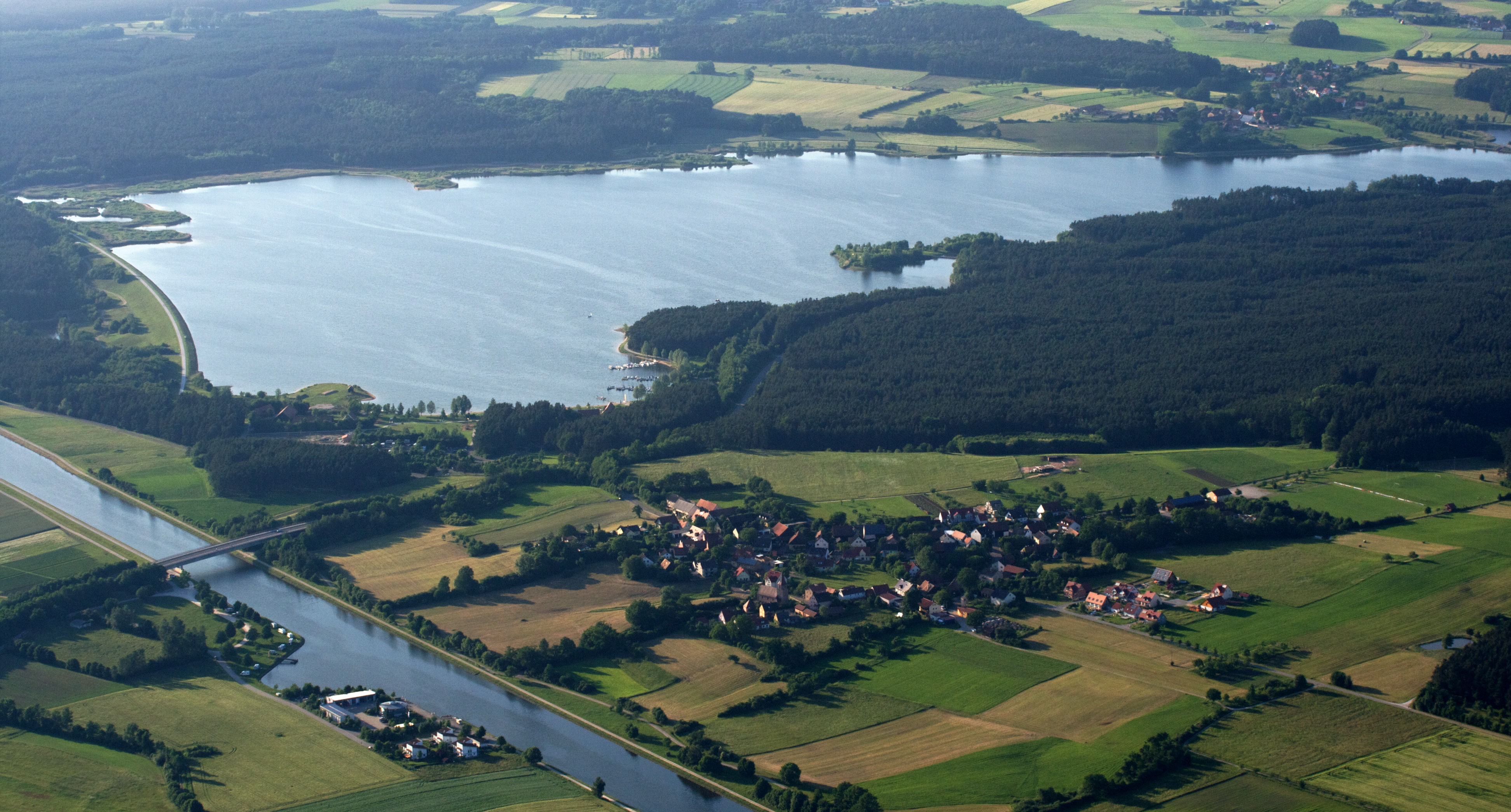
Rothsee

Neben zahlreichen Fischteichen, die oftmals an Bachläufen liegen, gibt es vor allem im Fränkischen Seenland größere Seen:
- Altmühlsee
- Großer Brombachsee
- Igelsbachsee
- Kleiner Brombachsee
- Rothsee
- Hahnenkammsee
- Dennenloher See

### Berge
Die Fränkische Alb erstreckt sich unregelmäßig über weite Teile des östlichen Mittelfranken. Der höchste Berg ist der 689 Meter hohe Hesselberg am südwestlichen Rand der Alb; der zweithöchste Berg ist der 656,4 Meter hohe Dürrenberg. Bedeutend ist auch der 603,5 Meter hohe Moritzberg etwa 17 Kilometer östlich von Nürnberg.

## Geschichte
Mit dem Übergang mittelfränkischer Gebiete, insbesondere des Fürstentums Ansbach und der Reichsstadt Nürnberg, an das neue Königreich Bayern in napoleonischer Zeit entstand der Rezatkreis mit Ansbach als Hauptstadt. Den Namen Mittelfranken trägt der Regierungsbezirk seit dem 1. Januar 1838 in Anlehnung an das ehemalige Herzogtum Franken, in dessen Südost-Teil er liegt. Von 1855 bis 1933 stieg die Einwohnerzahl Mittelfrankens von 534.000 auf 1.037.000. Im Zuge der Staatsvereinfachung wurden 1932/33 die Regierungen von Oberfranken und Mittelfranken in Ansbach vereinigt. 1946 wurde die Wiederherstellung des Regierungsbezirks Mittelfranken beschlossen. Die ersten Wahlen für den Bezirkstag fanden 1954 statt. Die Gebietsreform in Bayern brachte ab 1971 einige Änderungen der innerbayerischen Grenzen.

## Wirtschaft
Während der Westen von Mittelfranken um Ansbach, Gunzenhausen und Weißenburg eher ländlich geprägt ist, konzentriert sich die Industrie auf den Ostteil Mittelfrankens und dort hauptsächlich auf den Städteverbund Nürnberg, Fürth, Erlangen und Schwabach. Gemessen am BIP gehört Mittelfranken zu den wohlhabenderen Regionen der EU mit einem Index von 134 (EU27: 100, Deutschland: 116; Stand: 2008).

## Kultur
- Liste von Pfarrhäusern in Bayern (Mittelfranken)
- Liste von Burgen und Schlössern in Mittelfranken
- Fränkisches Freilandmuseum Bad Windsheim

## Öffentliche Einrichtungen
Das Polizeipräsidium Mittelfranken sorgt zusammen mit der Bundespolizei und deren Revier in Ansbach, sowie der Inspektion in Nürnberg für Sicherheit.
Der Zoll unterhält die Zollämter Hafen, Nürnberg-Flughafen, Erlangen-Tennenlohe, Ansbach-Weißenburg, welche dem Hauptzollamt Nürnberg nachgeordnet sind. Des Weiteren existiert eine Außenstelle des Zollfahndungsamts München.
Das THW hat 14 Ortsverbände und eine Regionalstelle in Mittelfranken.
Ferner gibt es 37 Kranken- und Fachkrankenhäuser.
Die Bundeswehr ist mit einer Kompanie der Regionalen Sicherungs- und Unterstützungskräfte (RSU) vertreten. Ein Karriereberatungsbüro befindet sich in Nürnberg. Daneben existieren weitere Standorte in Ansbach, Fürth, Röthenbach, Wendelstein, Roth und Greding.
Zudem gibt es zwei Hochschulen (Ansbach, Nürnberg), zwei Universitäten und je eine Kunsthochschule und Musikhochschule in staatlicher Trägerschaft. Ferner existieren zwei kirchliche Hochschulen.

## Verkehr

### Luftverkehr
- Flughafen Nürnberg, Internationaler Flughafen mit Verbindungen zu den wichtigsten europäischen Flughäfen

### Bahnstrecken
Der Regierungsbezirk Mittelfranken wird von folgenden Eisenbahnstrecken mit Personenverkehr durchquert:
- Donauwörth–Treuchtlingen
- Treuchtlingen–Nürnberg Hbf
- Nürnberg–Fürth–Bamberg (weiter nach Hof, Leipzig und Berlin)
- Nürnberg–Ansbach–Crailsheim (weiter nach Stuttgart)
- Nürnberg–Pegnitz (weiter nach Bayreuth bzw. Cheb)
- Regensburg–Nürnberg (weiter nach Passau und Wien bzw. Landshut und München)
- Nürnberg–Irrenlohe (weiter nach Furth im Wald und Prag)
- Fürth–Würzburg (weiter nach Frankfurt am Main und Hannover)
- Nürnberg–Ingolstadt (ICE-Neubaustrecke Nürnberg–Ingolstadt entlang der Autobahn 9)
- Bahnstrecke Treuchtlingen–Würzburg
- Bahnstrecke München–Treuchtlingen

### Öffentlicher Personennahverkehr
Der gesamte ÖPNV in Mittelfranken kann dank des Verkehrsverbunds Großraum Nürnberg mit nur einer Fahrkarte genutzt werden. Freizeitlinien ergänzen das Verkehrsangebot am Wochenende und in den Sommerferien. Auf der Schiene bestehen überwiegend gute Verbindungen, während das Busangebot außerhalb der Spitzenzeiten besonders auf dem Land oft nur Minimalanforderungen gerecht wird.

### Fernstraßen

#### Bundesautobahnen
- A 3 (Frankfurt/Main)–Würzburg–Nürnberg−(Passau–Wien)
- A 6 (Heilbronn)–Feuchtwangen-Nord–Ansbach–Nürnberg–(Amberg–Waidhaus–Pilsen)
- A 7 (Hamburg–Würzburg)–Rothenburg ob der Tauber–Feuchtwangen-West–(Ulm–Füssen)
- A 9 (Berlin)–Nürnberg–(München)
- A 73 Nürnberg–Fürth–Erlangen–(Bamberg–Coburg–Erfurt)

#### Bundesstraßen
- B 2 (Augsburg)–Weißenburg–Nürnberg–(Bayreuth–Hof)
- B 4 Nürnberg–Erlangen–(Bamberg–Coburg–Erfurt)
- B 8 (Würzburg)–Neustadt a. d. Aisch–Fürth–Nürnberg–(Regensburg)
- B 13 (Würzburg)–Uffenheim–Ansbach–Gunzenhausen–(München–Sylvensteinstausee)
- B 14 (Stuttgart)–Feuchtwangen–Ansbach–Nürnberg–Hersbruck–(Weiden–Waidhaus–Tschechische Republik)
- B 25 Feuchtwangen–Dinkelsbühl–(Nördlingen–Donauwörth)
- B 466 (Nördlingen)–Gunzenhausen–Schwabach–Nürnberg–(A 6,B 2)
- B 470 (Bundesautobahn 7)–Bad Windsheim–Neustadt a. d. Aisch–Höchstadt a. d. Aisch–(Forchheim–Pegnitz–Weiden–A 93)

### Wasserstraßen
- Der Main-Donau-Kanal führt über Bamberg, Erlangen, Fürth, Nürnberg weiter nach Kelheim und mündet dort in die Donau. Er ist ein Teil der direkten Wasserstraße von der Nordsee bis ins Schwarze Meer.

## Schutzgebiete
Im Regierungsbezirk gibt es 63 Naturschutzgebiete, 91 Landschaftsschutzgebiete, 66 FFH-Gebiete, elf EU-Vogelschutzgebiete und 182 ausgewiesene Geotope. (Stand: August 2016) Das größte Naturschutzgebiet im Bezirk ist der Tennenloher Forst.
Siehe auch:
- Liste der Geotope in Mittelfranken
- Liste der FFH-Gebiete in Mittelfranken
- Liste der Naturschutzgebiete in Mittelfranken
- Liste der EU-Vogelschutzgebiete in Mittelfranken
- Liste der Landschaftsschutzgebiete in Mittelfranken

## Bezirk Mittelfranken
Der Bezirk Mittelfranken bildet gemeinsam mit den anderen bayerischen Bezirken die dritte kommunale Ebene des Bundeslandes. Die Kernaufgaben des Bezirks liegen im sozialen und kulturellen Bereich. Die Organe des Bezirks sind der Bezirkstag, der Bezirksausschuss und der Bezirkstagspräsident (Art. 21 Bezirksordnung – BezO).

### Geschichte
Der Bezirkstag Mittelfranken wurde mehrmals umbenannt. Bei der Gründung 1828 hieß er Landrath vom Rezatkreis und wurde ab 1838 Landrath von Mittelfranken genannt. Von 1919 an trug er den Namen Kreistag von Mittelfranken und wurde 1933 auf Grund von Gebietszusammenlegungen in Kreistag von Oberfranken-Mittelfranken umbenannt. 1938 wurde die Bezeichnung in Bezirksverbandstag von Oberfranken-Mittelfranken geändert. Nach dem Zweiten Weltkrieg wurde das Bezirksparlament zunächst abgeschafft und fungierte unter dem Namen Bezirksverbands-Beirat von Mittelfranken ab 1946 als beratende Einrichtung der Alliierten. 1953 konstituierte sich der vorläufige Bezirkstag von Mittelfranken, ein Jahr später, am 21. Dezember 1954, der erste Bezirkstag von Mittelfranken.

### Einrichtungen

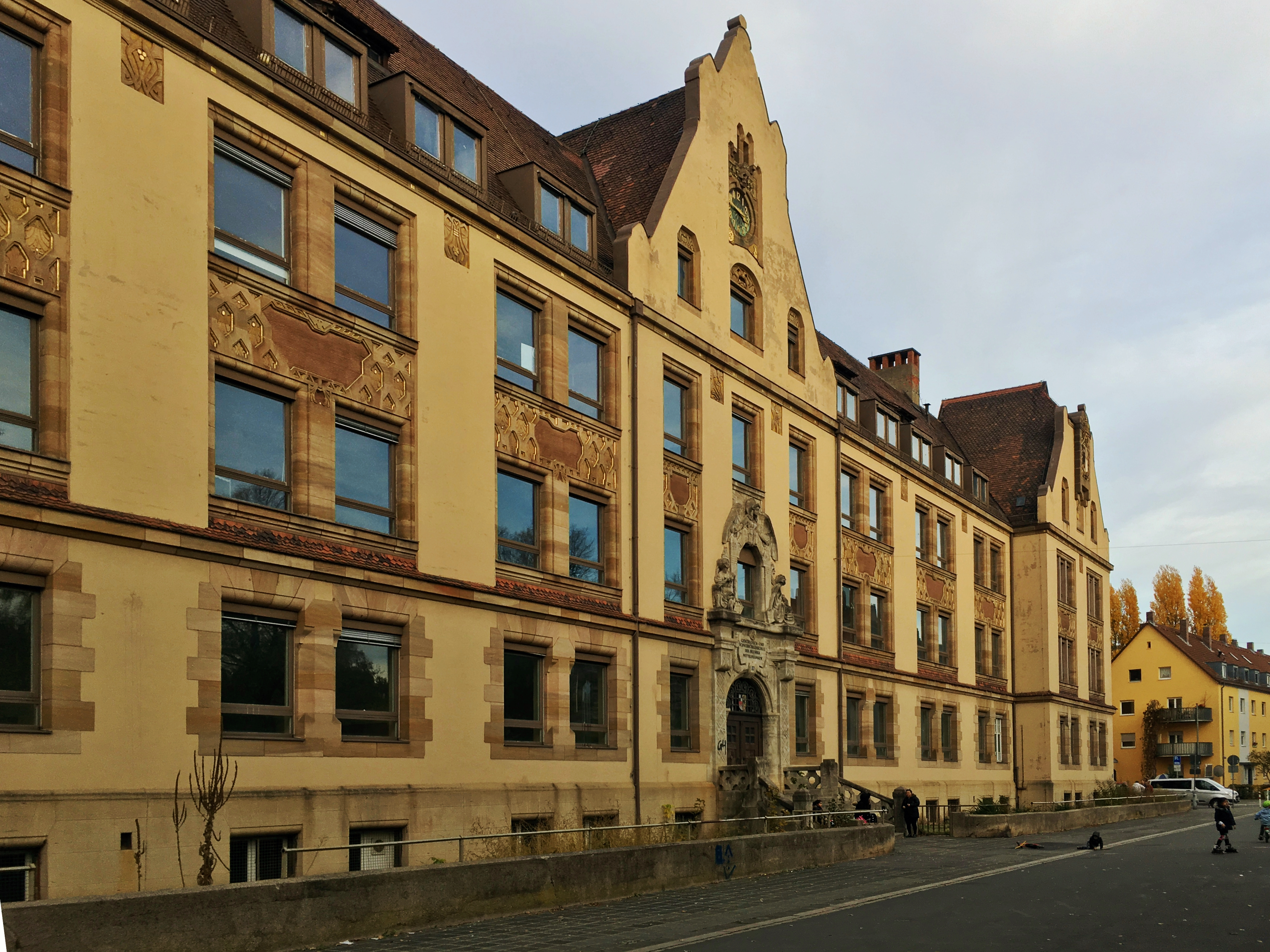
Zentrum für Hörgeschädigte des Bezirks Mittelfranken in Nürnberg

Der Bezirk Mittelfranken ist Träger psychiatrischer und neurologischer Fachkrankenhäuser, von Spezialkliniken, Fach- und Sonderschulen (z. B. für Gehörlose und -geschädigte, Blinde) und Freilichtmuseen (in Bad Windsheim). Der Bezirk Mittelfranken ist außerdem Träger des Berufsbildungswerks für Gehörlose und des Berufsausbildungswerk Mittelfranken für Lernbeeinträchtigte.
Der Bezirk Mittelfranken verleiht jährlich den mit 15.000 Euro dotierten Wolfram-von-Eschenbach-Preis.

### Wappen

#### Blasonierung
| Wappen von Mittelfranken | Blasonierung: „Gespalten und vorne geteilt; vorne oben geviert von Silber und Schwarz, unten in Rot drei silberne Spitzen; hinten in Gold am Spalt ein rotbewehrter schwarzer Adler.“ |
| Wappen von Mittelfranken | |

#### Entstehungsgeschichte
Die Vierung von Silber und Schwarz vorne oben steht für die hohenzollerischen Besitzungen um Ansbach (Fürstentum Ansbach) und Erlangen (Fürstentum Bayreuth), die silbernen Spitzen in Rot darunter stehen für die historische Region Franken (sog. Fränkischer Rechen) insgesamt. Der Adler in Gold stammt aus dem Wappen der Reichsstadt Nürnberg und steht auch für die ehemaligen Reichsstädte Dinkelsbühl, Rothenburg o. d. T., Windsheim und Weißenburg mit ihren Gebieten, die im Falle von Rothenburg und Nürnberg (Reichsstadt mit dem größten territorialen Besitzstand auf dem Boden des heutigen Deutschlands) nicht unbedeutend waren.

### Flagge
Die Flagge Mittelfrankens stellt eine rot-weiße Frankenfahne mit mittig angeordnetem Bezirkswappen dar.

### Bezirkstag

#### Zusammensetzung
Stand nach der jeweiligen Wahl
| Wahl | CSU | SPD | FW | Grüne | FDP | Linke | REP | NPD | GDP¹ | BP | KPD | ÖDP | Franken | Piraten | AfD | Gesamt |
| ---- | --- | --- | -- | ----- | --- | ----- | --- | --- | ---- | -- | --- | --- | ------- | ------- | --- | ------ |
| 2023 | 11  | 3   | 4  | 5     | 1   | 1     |     |     |      |    |     | 1   |         |         | 4   | 30     |
| 2018 | 11  | 4   | 4  | 6     | 1   | 2     |     |     |      |    |     | 1   | 1       |         | 3   | 33     |
| 2013 | 12  | 7   | 3  | 3     | 1   | 1     |     |     |      |    |     | 1   | 1       | 1       |     | 30     |
| 2008 | 12  | 7   | 3  | 2     | 1   | 1     |     |     |      |    |     |     |         |         |     | 26     |
| 2003 | 15  | 7   | 1  | 2     |     |       |     |     |      |    |     |     |         |         |     | 25     |
| 1998 | 13² | 11  | 1  | 2     |     |       | 1   |     |      | 0² |     |     |         |         |     | 28     |
| 1994 | 14  | 11  |    | 2     | 1   |       |     |     |      |    |     |     |         |         |     | 28     |
| 1990 | 14  | 9   |    | 2     | 2   |       | 1   |     |      |    |     |     |         |         |     | 28     |
| 1986 | 15  | 9   |    | 2     | 1   |       | 1   |     |      |    |     |     |         |         |     | 28     |
| 1982 | 15  | 11  |    | 1     | 1   |       |     |     |      |    |     |     |         |         |     | 28     |
| 1978 | 15  | 11  |    |       | 2   |       |     |     |      |    |     |     |         |         |     | 28     |
| 1974 | 16  | 11  |    |       | 2   |       |     |     |      |    |     |     |         |         |     | 29     |
| 1970 | 14  | 11  |    |       | 3   |       |     | 1   |      |    |     |     |         |         |     | 29     |
| 1966 | 12  | 12  |    |       | 2   |       |     | 3   |      |    |     |     |         |         |     | 29     |
| 1962 | 13  | 11  |    |       | 3   |       |     |     | 1    |    |     |     |         |         |     | 28     |
| 1958 | 12  | 12  |    |       | 3   |       |     |     | 1    |    |     |     |         |         |     | 28     |
| 1954 | 10  | 10  |    |       | 4   |       |     |     | 2    | 1  | 1   |     |         |         |     | 28     |

- Linke: 1
- SPD: 3
- Grüne: 5
- FDP: 1
- FW: 4
- ÖDP: 1
- CSU: 11
- AfD: 4

¹ 1954 und 1958 GB/BHE
² Die CSU verlor im Laufe der Legislaturperiode einen Bezirksrat durch Parteiübertritt an die Bayernpartei.
Es sind nicht alle Parteiwechsel von Bezirksräten während der Legislaturperiode aufgeführt.

#### Bezirkstagspräsidenten
Die Präsidenten des Bezirkstages Mittelfranken und seiner Vorgängerinstitutionen:
- 1829 Karl Heinrich von Lang
- 1830 Karl Ludwig von Leonrod
- 1831–1833 Graf von Pückler
- 1833–1843 Wilhelm Daniel Joseph Koch
- 1843–1852 Ludwig von Buirette-Oehlefeld
- 1852–1861 Eduard Joseph Schmidtlein
- 1861–1862 Carl Johann Jakob Kelber
- 1862–1864 Eduard Joseph Schmidtlein
- 1864–1871 Carl Johann Jakob Kelber
- 1871–1891 Otto Stromer von Reichenbach
- 1891–1893 Friedrich von Langhans
- 1893–1906 Karl Theodor von Eheberg
- 1906–1907 Georg von Schuh
- 1907–1919 Karl Theodor von Eheberg
- 1919–1928 Martin Treu (SPD)
- 1928–1933 Christian Behringer
- 1933–1945 Willy Liebel (NSDAP)
- 1946–1952 Ernst Körner (komm., SPD)
- 1953–1959 Michael Poeschke (SPD)
- 1959–1962 Andreas Urschlechter (SPD)
- 1962–1965 Hans Küßwetter (CSU)
- 1965–1978 Ignaz Greiner (CSU)
- 1978–1990 Georg Holzbauer (CSU)
- 1990–2003 Gerd Lohwasser (CSU)
- 2003–2018 Richard Bartsch (CSU)
- 2018–2023 Armin Kroder (FW)[15]
- seit 2023 Peter Daniel Forster (CSU)[16]

### Partnerschaften
Der Bezirk Mittelfranken schloss 1981 als erste Region in Bayern eine Partnerschaft mit dem Département Haute-Vienne in Frankreich; in den Jahren danach folgten entsprechende Vereinbarungen mit den beiden Nachbardépartements Creuse und Corrèze. Dies mündete 1995 in eine Partnerschaft zwischen der (Gesamt-)Region Limousin und dem Bezirk Mittelfranken. Limousin ist 2016 durch Fusion in der Region Nouvelle-Aquitaine aufgegangen. Es besteht jetzt eine Partnerschaft zwischen Mittelfranken und Nouvelle-Aquitaine.
Seit dem Jahr 2000 unterhält der Bezirk Mittelfranken eine Regionalpartnerschaft mit der Woiwodschaft Pommern (polnisch Województwo pomorskie) in Polen, und seit 2001 gibt es eine triregionale Partnerschaft zwischen allen drei Regionen.

## Regierungsbezirk
Der Regierungsbezirk Mittelfranken ist gebietsmäßig identisch mit dem Bezirk Mittelfranken. Er ist der Zuständigkeitsbereich der staatlichen Mittelbehörde Regierung von Mittelfranken. Seit 1. Oktober 2022 ist Kerstin Engelhardt-Blum Regierungspräsidentin.
Ehemalige Regierungspräsidenten (bis 1837 „Generalkommissäre“):
| Amtszeit   | Regierungspräsident                            |
| 1806–1808  | Friedrich Karl von Thürheim                    |
| 1808–1809  | Max von Lerchenfeld                            |
| 1809       | Friedrich Karl von Thürheim                    |
| 1810–1817  | Konrad Heinrich (Ernst Friedrich) von Dörnberg |
| 1817–1826  | Karl Joseph von Drechsel                       |
| 1826–1832  | Arnold von Mieg                                |
| 1832–1838  | Joseph von Stichaner                           |
| 1838–1840  | Carl von Giech                                 |
| 1840–1847  | Ferdinand von Andrian-Werburg                  |
| 1847–1849  | Georg Karl von Welden                          |
| 1849–1854  | Ludwig Friedrich Voltz                         |
| 1854–1863  | Max von Gutschneider                           |
| 1863–1866  | Johann von Pechmann                            |
| 1866–1879  | Gottfried von Feder                            |
| 1879–1889  | Hugo von Herman                                |
| 1889–1897  | Julius von Zenetti                             |
| 1897–1902  | Karl von Schelling                             |
| 1902–1909  | Ludwig von Welser                              |
| 1909–1922  | Julius von Blaul                               |
| 1922–1928  | Ludwig Huber                                   |
| 1928–1933  | Gustav Rohmer                                  |
| 1933–1934* | Hans Georg Hofmann                             |
| 1934–1944* | Hans Dippold                                   |
| 1944–1945* | Heinrich Detloff von Kalben                    |
| 1945*      | Ernst Reichard                                 |
| 1945–1958* | Hans Schregle                                  |
| 1958–1975  | Karl Burkhardt                                 |
| 1975–1995  | Heinrich von Mosch                             |
| 1995–2007  | Karl Inhofer                                   |
| 2008–2022  | Thomas Bauer                                   |

*1933 bis 1948 gemeinsamer Regierungspräsident mit Oberfranken